# Saint-Charles-la-Forêt
Saint-Charles-la-Forêt é uma comuna francesa na região administrativa do País do Loire, no departamento de Mayenne. Estende-se por uma área de 68.24 km². Em 2010 a comuna tinha 211 habitantes (densidade: 3,1 hab./km²).